# Algoma, Wisconsin
Algoma är en stad (city) i Kewaunee County i Wisconsin i USA. Vid 2010 års folkräkning hade Algoma 3 167 invånare.